# 明日へ (広末涼子の曲)
「明日へ」（あしたへ）は、広末涼子の6作目のシングル。1999年2月3日発売。発売元はワーナーミュージック・ジャパン。

## 解説
シングル2作目の「大スキ!」と同じ岡本真夜の作詞・作曲。当時広末は高校3年生で「横浜組」と呼ばれていた高校の友人達と海で語り合った日のエピソードを参考に、岡本が作詞した。
カップリング曲「あのつくことば。」は、広末の自作詞による楽曲。
初のマキシシングルでのリリースとなった。
『明日へ』ミュージックビデオ内で黒板に書かれた詩はウィリアム・ブレイクの詩「春」（土居光知翻訳）の一部分となっている。

## 収録曲
1. 明日へ [5:21]
  - 作詞・作曲：岡本真夜　編曲：有賀啓雄
  - さくら銀行CMソング
  - TBS系「ワンダフル」エンディングテーマ
2. ハッピーバースデイ [3:59]
  - 作詞：相田毅　作曲：CHiBUN　編曲：山本拓夫
3. あのつくことば。 [4:55]
  - 作詞：広末涼子　作曲：かの香織　編曲：藤井丈司
4. 明日へ （Instrumental）
5. ハッピーバースデイ （Instrumental）
6. あのつくことば。 （Instrumental）

## カバー
- 岡本真夜（1999年） - アルバム『魔法のリングにkissをして』で「明日へ」をセルフカバー。